# Clavelina gigantea
Clavelina gigantea är en sjöpungsart som beskrevs av Van Name 1921. Clavelina gigantea ingår i släktet Clavelina och familjen klungsjöpungar. Inga underarter finns listade i Catalogue of Life.